# Gerichtsbezirk Gurahumora
Der Gerichtsbezirk Gurahumora (rumänisch: Gura Humorului; ruthenisch: Gurahumora) war ein dem Bezirksgericht Gurahumora unterstehender Gerichtsbezirk im Herzogtum Bukowina. Der Gerichtsbezirk umfasste Gebiete im Südosten der Bukowina bzw. im heutigen Rumänien. Das Gebiet wurde nach dem Ersten Weltkrieg Rumänien zugeschlagen und ist heute Teil des rumänischen Anteils der Bukowina im Norden Rumäniens (Kreis Suceava).

## Geschichte
Im Zuge der Neuordnung des Gerichtswesen im Kaisertum Österreich waren im Juni 1849 die allgemeinen Grundzüge der Gerichtsverfassung in den Kronländern durch Kaiser Franz Joseph I. genehmigt worden. Hierauf ließ Justizminister Anton von Schmerling Pläne zur Organisierung des Gerichtswesens in der Bukowina ausarbeiten, die der Kaiser am 6. November 1850 per Verordnung ebenfalls genehmigte. Mit der Reorganisation ging die Abschaffung der landesfürstlichen Gerichte ebenso wie der Patrimonial-Gerichte einher, wobei Schmerling ursprünglich die Errichtung von 17 Bezirksgerichten plante und die Bukowina dem Oberlandesgericht Stanislau unterstellt werden sollte. Schließlich schufen die Behörden nur 15 Bezirksgerichte, die man dem Landesgericht Czernowitz bzw. dem Oberlandesgericht Lemberg zuordnete. Die Errichtung der gemischten Bezirksämter, die neben der Verwaltung auch die Justiz zu besorgen hatten, wurde schließlich per 29. September 1855 amtswirksam.
Dem Gerichtsbezirk Gurahumora wurden 1854 die Gemeinden Gurahumora, Bajaszesti mit Stanilesti, Berkiszesti, Brajest, Braszka, Dragojesti mit Lukaczesti und Folowanik, Sziemine mit Statiora und Ostra an der Gränze, Illiszesti, Jozeffalva, Kapukimpolui, Kapukodrolui mit Baltinossa, Humora Kloster mit Bori, Plesz und Buchenhain, Korlata, Mazanojesti mit Stescheroja, Stulpikany mit Plotonica, Dorotheam Negrilassa und Schwarzenthal, Stupka, Wallessaka mit Bojaszekul sowie Woranetz mit Bukschoja und Rasin zugewiesen. Für Verbrechen und Vergehen war der Gerichtsbezirk dabei dem Bezirksgericht Suczawa unterstellt. Im Zuge der Trennung der politischen von der judikativen Verwaltung bildete der Gerichtsbezirk Gurahumora ab 1868 gemeinsam mit dem Gerichtsbezirk Suczawa den Bezirk Suczawa. Per 28. März 1870 kam es im Zuge einer Reform der Gerichtsbezirke zu weitreichenden Gebietsänderungen zwischen den Gerichtsbezirken der Bukowina, wobei der Gerichtsbezirk Gurahumora durch die Reform die Gemeinden Bukschoja, Dorothea mit Plotnitza, Dzemine, Frasin, Negrilassa, Ostra, Schwarzenthal, Slatiora sowie Stulpikani sowie die zugehörigen Gutsgebiete an den Gerichtsbezirk Kimpolung abgeben musste. Per 1. Oktober 1893 wurden der Grichtsbezir Gurahumora aus dem Bezirk Suczawa herausgelöst und mit dem Gerichtsbezirk Solka aus dem Bezirk Radautz zum Bezirk Gurahumora vereint.
Der Gerichtsbezirk Gurahumora wies 1854 eine Bevölkerung von 18.695 Einwohnern auf einer Fläche von 14,3 Quadratmeilen auf. 1869 beherbergte der Gerichtsbezirk eine Bevölkerung von 21.573 Personen, bis 1900 stieg die Einwohnerzahl auf 30.549 Personen an. Davon hatten 20.170 Rumänisch (66,0 %) als Umgangssprache angegeben, 8.344 Personen sprachen Deutsch (27,3 %), 78 Ruthenisch (0,3 %) und 1.771 eine andere Sprache (5,8 %). Der Gerichtsbezirk umfasste 1900 eine Fläche von 440,10 km² und 20 Gemeinden sowie neun Gutsgebiet.
| Jahr | Ein- wohner | Deutsch- sprachige | Ruthenisch- sprachige | Rumänisch- sprachige | Anders- sprachige |
| ---- | ----------- | ------------------ | --------------------- | -------------------- | ----------------- |
| 1854 | 18.695      |                    |                       |                      |                   |
| 1869 | 21.573      |                    |                       |                      |                   |
| 1880 | 23.818      | 6.416              | 102                   | 15.411               | 1.832             |
| 1890 | 26.696      | 7.601              | 78                    | 17.309               | 1.618             |
| 1900 | 30.549      | 8.344              | 78                    | 20.170               | 1.771             |